# Вілорсонанс
Вілорсонанс (фр. Villorsonnens) — громада  в Швейцарії в кантоні Фрібур, округ Глан.

## Географія
Громада розташована на відстані близько 45 км на південний захід від Берна, 16 км на південний захід від Фрібура.
Вілорсонанс має площу 15,5 км², з яких на 5,6% дозволяється будівництво (житлове та будівництво доріг), 65,3% використовуються в сільськогосподарських цілях, 28,8% зайнято лісами, 0,3% не є продуктивними (річки, льодовики або гори).

## Демографія
2019 року в громаді мешкало 1498 осіб (+18,9% порівняно з 2010 роком), іноземців було 9,4%. Густота населення становила 97 осіб/км².
За віковим діапазоном населення розподілялося таким чином: 25% — особи молодші 20 років, 60,9% — особи у віці 20—64 років, 14,2% — особи у віці 65 років та старші. Було 578 помешкань (у середньому 2,5 особи в помешканні).
Із загальної кількості 370 працюючих 121 був зайнятий в первинному секторі, 148 — в обробній промисловості, 101 — в галузі послуг.